# Adrien Féart
Pour les articles homonymes, voir Féart.
Hyacinthe Louis Jules Adrien Féart, né le 11 avril 1813 à Sedan, et mort le 27 décembre 1879 à Paris (16e arrondissement), est un sculpteur, dessinateur et médailleur français de l'époque romantique.

## Biographie

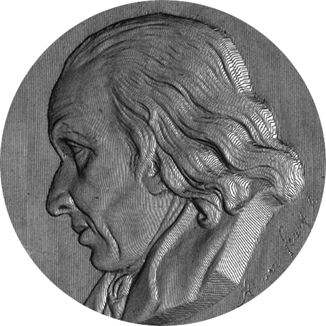
Portrait de Daubenton (1716-1799), naturaliste français.

Dès 1838, Adrien Féart se fait un nom dans le milieu de l'édition d'ouvrages cartonnés et ornementés. Il travaille aux côtés de Claude-Aimé Chenavard, Antoine Laurent Dantan, ou Tony Johannot notamment pour Alfred Mame ou Léon Curmer. Sculpteur sur acier, il s'inscrit dans la vogue néogothique qui imprègne les arts décoratifs, jusqu'en 1848. Les ouvrages auxquels participe Féart sont considérés comme extrêmement rares.
Au cours des années suivantes, il reproduit à l'identique quelques pièces d’orfèvrerie datant de la Renaissance (aiguière, plats) ; on connaît aussi de lui onze croquis d'après Poussin (1850), conservés à la chalcographie du Louvre.
Outre de nombreuses médailles de personnalités françaises et étrangères, il exécute une importante somme d'illustrations pour la Description des antiquités éditée par François Lenormant en 1867.
Il est inhumé à Paris au cimetière de Montmartre (25ème division) avec ses parents, Michel Féart et Louise-Philippine Huet de Guerville, son frère le préfet Paul Féart, sa sœur Germance Féart.